# Klasyfikacja Müller AO
Klasyfikacja Müller AO – klasyfikacja złamań kości, opublikowana w 1987 przez Fundację AO jako metoda klasyfikowania urazów w zależności od ich lokalizacji i ciężkości. "AO" jest skrótem z języka niemieckiego "Arbeitsgemeinschaft für Osteosynthesefragen", poprzednika Fundacji AO.

## Ogólna klasyfikacja złamań kości długich
W klasyfikacji złamań kości długich system ten pozwala opisać złamanie w oparciu o pięcioelementowe oznaczenie alfanumeryczne.
| Lokalizacja | Lokalizacja | Morfologia | Morfologia | Morfologia |
| ----------- | ----------- | ---------- | ---------- | ---------- |
| Kość        | Segment     | Typ        | Grupa      | Podgrupa   |
| 1/2/3/4     | 1/2/3/(4)   | A/B/C      | 1/2/3      | .1/.2/.3   |

### Lokalizacja
Najpierw każde złamanie otrzymuje dwie cyfry w zależności, której kości dotyczy i w jakim jej segmencie:
|         | 1                 | 2                                | 3              | 4                                  |
| ------- | ----------------- | -------------------------------- | -------------- | ---------------------------------- |
| Kość    | Kość ramienna     | Kość promieniowa i Kość łokciowa | Kość udowa     | Kość piszczelowa i Kość strzałkowa |
| Segment | Część proksymalna | Trzon                            | Część dystalna | Kostki podudzia                    |

### Typ
Następnie każde złamanie otrzymuje literę (A,B,C) opisującą staw objęty złamaniem:
| Segment | A           | B               | C                |
| ------- | ----------- | --------------- | ---------------- |
| 1       | Pozastawowe | Brzeżne stawowe | Przezstawowe     |
| 2       | Proste      | Typu klina      | Wielofragmentowe |
| 3       | Pozastawowe | Brzeżne stawowe | Przezstawowe     |

Wyjątkami są:
| Lokalizacja                            | A                               | B                           | C                |
| -------------------------------------- | ------------------------------- | --------------------------- | ---------------- |
| 11 – część proksymalna kości ramiennej | Pozastawowe, jednofragmentowe   | Pozastawowe, dwufragmentowe | Stawowe          |
| 31 – część proksymalna kości udowej    | Pozastawowe, okolica krętarzowa | Pozastawowe, szyjka         | Stawowe, głowa   |
| 44 – kostki podudzia                   | Podwięzozrostowe                | Przezwięzozrostowe          | Nadwięzozrostowe |

### Grupy i podgrupy
Na koniec każde złamanie otrzymuje dwie cyfry określające morfologię złamania.
Dla złamań w obrębie trzonu:
| Typ                  | Grupa    | Grupa     | Grupa        |
| Typ                  | 1        | 2         | 3            |
| -------------------- | -------- | --------- | ------------ |
| A – proste           | Spiralne | Skośne    | Poprzeczne   |
| B – typu klina       | Spiralne | Bending   | Złożone      |
| C – wielofragmentowe | Spiralne | Odcinkowe | Nieregularne |

Dla złamań w obrębie części proksymalnej i dystalnej:
| Typ                 | Grupa                               | Grupa                                | Grupa                                 |
| Typ                 | 1                                   | 2                                    | 3                                     |
| ------------------- | ----------------------------------- | ------------------------------------ | ------------------------------------- |
| A – pozastawowe     | Proste                              | Typu klina                           | Złożone                               |
| B – brzeżne stawowe | Rozszczepienne                      | Wgnieceniowe                         | Rozszczepienno-wgnieceniowe           |
| C – stawowe         | Proste stawowe, proste przynasadowe | Proste stawowe, złożone przynasadowe | Złożone stawowe, złożone przynasadowe |